# Antheraea billitonensis
Antheraea billitonensis är en fjärilsart som beskrevs av Moore 1878. Antheraea billitonensis ingår i släktet Antheraea och familjen påfågelsspinnare. Inga underarter finns listade i Catalogue of Life.